# Асен Босев
Асен Босев (22 листопада 1913, с. Руська Бела, Врачанська область, Болгарія – 24 квітня 1997, Софія, Болгарія) — болгарський поет, автор дитячої та підліткової літератури, журналіст і перекладач. Його твори для дітей відрізняються гумором. 

## Біографія
Народився 22 листопада 1913 року в с. Руська Бела, Врачанської області. Навчався у рідному селі, у Врачанській середній школі, у Берковиці – у педагогічній школі.  
У 1932 – 1936 навчався вдома. Згодом друкує свої перші вірші. 
У 1937 році оселився в Софії, де закінчив дипломатію у Вільному університеті (нині Університет національного та світового господарства) і право у Софійському університеті (1942). Водночас працював журналістом у газеті "Заря".  Активний учасник журналу "Росица" і  "Детски глас". Друкувався також у журналі "Светулка", "Детска радост" та ін. 
У 1942 – 1944 рр. перебував в'язнем у концтаборі „Кръсто поле“ (Еникьой), Ксанті, пізніше інтернований у табір "Св.  Врач" поблизу міста Свети Врач (Санданський). 
Після 9 вересня 1944 р. – зам. головного редактора газети «Заря», а пізніше редактор газети «Работническо дело». Босев – один із засновників і перший головний редактор (1945 – 1952) газети "Септемврийче". З 1961 по 1965 – головний редактор газети „Стършел“.  Засновник Будинку літератури та мистецтва для дітей та підлітків у Софії та його перший директор.  Один із засновників і перший голова болгарської секції Міжнародної ради дитячої книги ЮНЕСКО.   
Перекладав дитячі оповідання з інших мов.  Багато його творів були перекладені на  українську та інші. мов. 
Отримав звання Заслуженого діяча культури (1965). 
Був номінований на премію Ганса Крістіана Андерсена в 1986 році і включений до почесного списку Андерсена. 
Лауреат національної премії „Петко Р. Славейков“ (1972) і премії дитячої літератури „Калина Малина“ (1987) . 
Член Спілки болгарських письменників. 
Помер 24 квітня 1997 року в Софії. 
Батько письменника Росена Босева і художника Красіміра Босева, а також дід журналіста Росена Босева. Брат Крума Босева (1920-2011) – журналіст і дипломат, перший болгарин, що побував на Північному полюсі 25 листопада 1958 року. 

## Твори

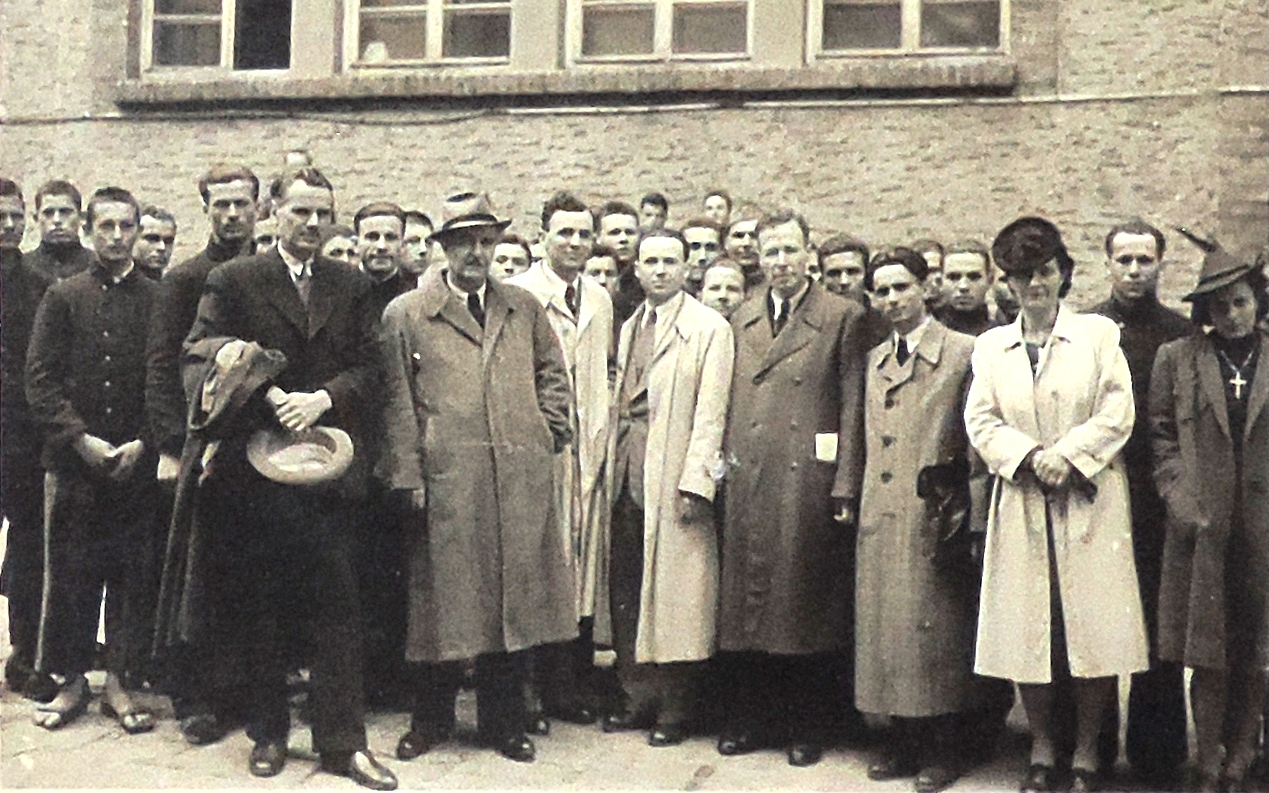
Групова світлина: Ран Босілек, Трайко Сімеонов, Атанас Душков, Лучезар Станчев, Ненчо Савов та Асен Босев на літературному читанні у 1936 році.

- „Гатанки, премятанки и занималки“ (1996)
- „От все сърце“ (1988)
- „Една торбичка смешки“ (1976)
- „Хитър Петърчо“ (1970)
- „Книжко моя, сладкодумна“ (1970)
- „Шейничка с парашут“ (1964)
- „Чудо нечувано“ (1959)
- „Не правете като тях, да не станете за смях“ (1953)
- „Млад юнак-здравеняк“ (1948)

## Зовнішні посилання
- The Hans Christian Andersen Awards Nominees (1986) [Архівовано 3 серпня 2016 у Wayback Machine.]
- От и за Асен Босев в Националния каталог на академичните библиотеки в страната НАБИС [Архівовано 27 березня 2022 у Wayback Machine.]